# Fernando Girón
Fernando Girón foi Vice-rei de Navarra. Exerceu o vice-reinado de Navarra apenas em 1629. Antes dele o cargo foi exercido por Bernardino de Avellaneda. Seguiu-se-lhe Marquês de Fuentes.